# Девушка в розовом платье
«Девушка в розовом платье» (англ. The Girl in the Red Velvet Swing) — кинофильм производства 20th Century Fox, вышедший в прокат 1 октября 1955 года, режиссёра Ричарда Флейшера, по сценарию Вальтера Рейсча и Чарльза Бракетта, в главных ролях Джоан Коллинз, Рэй Милланд и Фарли Грейнджер. Первоначально планировалось взять на главную роль Мэрилин Монро, но она отказалась.
Это беллетризированная история Эвелин Несбит, модели и актрисы, получившей широкую известность из-за скандала вокруг убийства её бывшего любовника, архитектора Стэнфорда Уайта её мужем, угольным и железнодорожным магнатом Гарри Кендаллом Тоу. Эвелин Несбит выступила техническим советником фильма.

## Сюжет
Юная модель и актриса Эвелин Несбит (16 лет) привлекла внимание знаменитого архитектора Стэнфорда Уайта (47 лет), который, воспользовавшись поездкой жены в Европу, становится любовником девушки. Она также отвечает взаимностью на любовь Уайта, который забирает её из мира развлечений, чтобы отправить в дорогой колледж в хорошем обществе.
Гарри Кендалл Тоу, молодой, испорченный и порочный, считает архитектора соперником слишком трудным, чтобы добиться Эвелин, в то время как Гарри не в состоянии убедить её выйти за него замуж. Архитектор знает, что губит жизнь девушке, которую любит, но никогда не женится на ней, потому что не желает обидеть жену, которую глубоко любил.
Тоу отправился в Европу с Эвелин сразу после свадьбы. Он начинает мучить её сценами ревности, пытаясь заставить её сознаться в предполагаемом насилии над ней со стороны Уайта. Чтобы остановить преследования, Эвелин признается, что изнасилования не было, что ещё больше сводит мужа с ума от ярости.
Однажды вечером, на шоу Флоренза Зигфельда, Тоу видит соперника, сидящего на другой трибуне. В ярости он встает и стреляет в него, сразу убив.
Тоу арестован и должен нести ответственность за совершенное перед многими свидетелями преступление. Но мать Тоу убеждает Эвелин свидетельствовать, что она была изнасилована Уайтом. Описания её отношений с архитектором разожгли общественное мнение, и в конце концов суд присяжных осуждает Тоу за умышленное убийство, также заявив, что он был невменяем в момент убийства. Репутация Эвелин разрушена.

## В ролях
| Актёр                 | Роль                  |
| --------------------- | --------------------- |
| Рэй Милланд           | Стэнфорд Уайт         |
| Джоан Коллинз         | Эвелин Несбит         |
| Фарли Грейнджер       | Гарри Тоу             |
| Лютер Адлер           | Делфин Дельмас        |
| Корнелия Отис Скиннер | Миссис Тоу            |
| Гленда Фаррелл        | Миссис Несбит         |
| Фрэнсис Фуллер        | Миссис Элизабет Уайт  |
| Филипп Рид            | Роберт Кольер         |
| Гейл Роббинс          | Гвен Арден            |
| Джеймс Лоример        | МакКалеб              |
| Джон Хойт             | Уильям Трэверс Джером |
| Роберт Ф. Саймон      | Сценический менеджер  |
| Харви Стивенс         | Доктор Холлингсхед    |
| Эмиль Мейер           | Greenbacher           |